# Джон Літтлджон
Джон (Джо́нні) Лі́ттлджон (або Літтл Джон) (англ. John (Johnny) Littlejohn), повне ім'я Джон Ве́слі Фа́нчесс (англ. John Wesley Funchess; 16 квітня 1931, Лейк, Міссісіпі — 1 лютого 1994, Чикаго, Іллінойс) — американський блюзовий гітарист і співак, представник чиказького блюзу. Грав з Гауліном Вулфом, Джиммі Рідом, з 1965 року виступав сольно.

## Біографія
Джон Веслі Фанчесс народився 16 квітня 1931 року в Лейку, штат Міссісіпі. Син Едварда Фанчесса і Моллі Джейкобс. У віці 9 років навчився грати на гітарі у друга свого батька на ім'я Генрі Мартін. В юності разом зі своїм гуртом, виступав по всій Дельті. У 1946 році залишив дім і багато подорожував, спочатку опинився у Джексоні (Міссісіпі); потім в Арканзасі і Рочестері (Нью-Йорк), перед тим, як переїхати в Гері, Індіана.
У 1951 році оселився у Чикаго, де часто грав у клубах з Елмором Джеймсом, Джиммі Рідом, Едді Тейлором, Джиммі Роджерсом, Гауліном Вулфом, Мадді Вотерсом. У 1966 році зробив перший запис на лейблі Margaret — «Kitty O»/«Johnny's Jive» і «What In the World (You Gonna Do)»/«Can't Be Still», а у 1968 році записав дебютний альбом Chicago Blues Stars на Arhoolie. Альбом, що поєднав у собі чиказький блюз і дельта-блюз, став дуже популярним. Чотири пісні, записані на Chess у 1969 році з Майті Джо Янгом, не були видані. Того ж року гастролював з гуртами Хауліна Вульфа і Джиммі Роджерса, в тому числі, в Європі.
Взяв довгу перерву в студійній і концертній діяльності, був заново відкритий у 1970-х роках європейськими любителями блюзу. Записав два альбоми Dream (1977) на лейблі MCM і Sweet Little Angel (1978) на Black & Blue. Декілька пісень Джона увійшли до збірки Sultans of the Slide Guitar (1977). В 1982 році, в Японії, Літтлджон і Кері Белл записали концертний альбом The Blues Show! Live at the Pit Inn, а в 1985 році випустив альбом So-Called Friends на Rooster Blues. Останнім альбомом Джона став When Your Best Friend Turns Their Back on You, записаний на JSP Records у 1992 році.
Помер 1 лютого 1994 року у віці 62 років від ниркової недостатності в Іллінойському масонському медичному центрі в Чикаго, Іллінойс. У 1995 році Storyville видав концертний альбом Dream, записаний 1976 року.

## Дискографія
- Chicago Blues Stars (Arhoolie, 1969)
- Funky from Chicago (BluesWay, 1973)
- Dream (MCM, 1977)
- Sweet Little Angel (Black & Blue, 1978)
- So-Called Friends (Rooster Blues, 1985)
- When Your Best Friend Turns Their Back on You (JSP, 1993)
- Dream (Storyville, 1995; записаний в 1976)
- John Littlejohn's Blues Party (Wolf)